# 堀内孝
堀内 孝（ほりうち たかし）は、日本のテレビ番組プロデューサー。長野県駒ヶ根市出身。

## 作品
ADK（旧ASATSU（旭通信社））在職中は、日本テレビ『今夜は最高!』（81年）、テレビ朝日『グラミー賞スペシャル』（84年）、BSフジ『Speak in music』（2007年）企画、『ずっと好きな歌』（2000年）企画、など音楽番組を中心に担当。
関わったテレビアニメには、テレビ朝日『クレヨンしんちゃん』（92年）、朝日放送『ご近所物語』（95年）、『花より男子』（96年）、『夢のクレヨン王国』（97年）、『おジャ魔女どれみ』（99年）などがある。